# Vyg
Vyg (russisk: Выг; finsk: Uikujoki) er en flod i Karelen i Rusland. Vyg består af øvre og nedre Vyg. Øvre Vyg er 135 km lang og har sine kilder i Verkhotinoje-søen øst for Onega, og løber ud i Vygozero ved Vorosjgora. Øvre Vyg flyder gennem flere små indsøer i et sumpet landskab. Nedre Vyg er 102 km lang og løber fra Vygozero ud i Onegabugten i Hvidehavet ved Belomorsk. Nedre Vyg kontrolleres af flere dæmninger som en del af Hvidehavskanalen.
64°31′27″N 34°46′58″Ø / 64.524232°N 34.782658°Ø